# Daydream (албум)
Daydream е петият студиен албум на американската певица Марая Кери. Албумът е издаден на 3 октомври 1995 от Кълъмбия рекърдс. Daydream е първият проект на Кери, в който тя набляга на хип-хоп и съвременния ритъм енд блус за сметка на познатото дотогава поп звучене, утвърдено в албумите Music Box (1993) и Merry Christmas (1994). Тя отново работи с Уолтър Афанасиев, който е главният продуцент на предните ѝ две издания. За първи път тя има съществен контрол над цялостната продукция на албума. Кери счита Daydream за началото на нейната музикална и гласова трансформация, която става съвсем явна в следващия албум Butterfly. Кълмбия рекърдс не одобрява стиловите промени, които певицата се опитва да наложи и това допълнително затруднява записването на албума. Съпругът ѝ и тогавашен шеф на Кълмбия Томи Мотола също се възпротивява, което поставя началото на края на техния брак.
За първи път Марая Кери работи съвместно с Джърмейн Дюпри, които ще се превърне в неин дългогодишен продуцент. С помощта на Афанасиев и още няколко ритъм енд блус продуценти Кери плавно напуска лоното на поп музиката, устремено насочена към черния звук. На 38-те ежегодни музикални награди Грами Daydream получава шест номинации, но не печели нито една статуетка. На церемонията Кери изпълява съвместно с Boyz II Men песента One Sweet Day. Огорчена от изхода на церемонията това е последната поява на певицата на наградите Грами до 2006, когато тя получава осем номинации за албума The Emancipation of Mimi.
От албума са издадени общо 6 сингъла. Fantasy, първата пусната песен, оглавява класацията Billboard Hot 100 за осем поредни седмици и се превръща във втория най-продаван сингъл в САЩ за 1995. Песента достига върхови позиции в Австралия, Канада и Нова Зеландия, и се добира до топ пет във Франция, Великобритания и Финландия. One Sweet Day е втората издадена песен. Тя поставя непобеденият дотогава рекорд за най-дълъг престой на първо място в Billboard Hot 100 – общо 16 поредни седмици. Песента оглавява първо място в Канада и Нова Зеландия, а в Австралия, Франция, Ирландия и Холандия достига до топ пет. Всички сингли от албума прекарват общо 6 месеца на първа позиция в Billboard Hot 100. Daydream е подкрепен от кратко, но изключително успешно турне, включващо изяви в Европа и Япония.
Daydream е приет изключително положително от критиците. Освен добрите оценки, които получава от музикални експерти албумът се представя повече от задоволително в световните класации, достигайки първо място в осем държави и топ пет в почти всички основни музикални пазари. Daydream e вторият албум на Кери, който получава диамантен сертификат от Американската звукозаписна асоциация (RIAA), продавайки над десет милиона копия в Щатите. В Япония албумът продава над 2,1 милиона копия, превръщайки се в третия най-успешен албум на неазиатски изпълнител. Daydream се счита за един от най-продаваните албуми в световен мащаб, с повече от 25 милиона закупени копия.

## Списък на песните

### Оригинален траклист
1. Fantasy – 4:04
2. Underneath the Stars – 3:33
3. One Sweet Day (с Boyz II Men) – 4:42
4. Open Arms – 3:30
5. Always Be My Baby – 4:18
6. I Am Free – 3:09
7. When I Saw You – 4:24
8. Long Ago – 4:34
9. Melt Away – 3:42
10. Forever – 4:00
11. Daydream Interlude – 3:04
12. Looking In – 3:35

### Японско издание
1. Fantasy (Def Club Mix) – 3:45

### Латиноамериканско и Испанско издание
1. El Amor Que Soñé – 3:32

## Сингли
- Fantasy
- One Sweet Day (с Boyz II Men)
- Open Arms
- Always Be My Baby
- Forever
- Underneath the Stars